# Hydroporus lucasi
Hydroporus lucasi är en skalbaggsart som beskrevs av Reiche 1866. Hydroporus lucasi ingår i släktet Hydroporus och familjen dykare. Inga underarter finns listade i Catalogue of Life.